# Amtsgericht Bialla
Das Amtsgericht Bialla war ein preußisches Amtsgericht mit Sitz in Bialla, Ostpreußen.

## Geschichte
In Bialla bestand bis 1849 das Land- und Stadtgericht Bialla und danach die Gerichtskommission Bialla des Kreisgerichtes Johannisburg. Im Rahmen der Reichsjustizgesetze wurden die bestehenden Gerichte aufgehoben und einheitlich Amtsgerichte gebildet. Das königlich preußische Amtsgericht Bialla wurde mit Wirkung zum 1. Oktober 1879 als eines von zehn Amtsgerichten im Bezirk des Landgerichtes Lyck im Bezirk des Oberlandesgerichtes Königsberg gebildet. Der Sitz des Gerichtes war Bialla. Sein Gerichtsbezirk umfasste aus dem Kreis Johannisburg den Stadtbezirk Bialla und die Amtsbezirke Belzonzen, Drygallen, Kumilsko, Monethen, Groß Rogallen, Rosinsko und Ruhden. Am Gericht bestanden 1880 zwei Richterstellen. Das Amtsgericht war damit ein mittelgroßes Amtsgericht im Landgerichtsbezirk.
Im Jahre 1945 wurden der Amtsgerichtsbezirk unter polnische Verwaltung gestellt und die deutschen Einwohner vertrieben. Damit endete auch die Geschichte des Amtsgerichtes Bialla.